# Яани, Геттер
Геттер Яани (эст. Getter Jaani; род. 3 февраля 1993, Таллин, Эстония) — эстонская певица и финалистка третьего сезона Eesti otsib superstaari (в переводе с эст.  «Эстония ищет суперзвезду»). Геттер вышла в финал 8 октября 2009 года, где в 7 круге заняла четвёртое место, выбыв из дальнейшей борьбы. Представляла Эстонию на Евровидении 2011 в Германии.

## Биография
Она окончила Таллинскую среднюю школу Кристийнэ. По состоянию на 2011 год она училась в Таллинском профессиональном центре обучения (эст. Talllinna Tööstushariduskeskus) по специальности «модельер». Геттер Яаани также обучается в школе изобразительных искусств Sillamaa..

## Карьера
Стала известна в 2009 году благодаря участию в третьем сезоне музыкального шоу Eesti otsib superstaari (эстонской версии Pop Idol), где пробилась в финал и смогла продержаться до 8 круга.
После известности, полученной благодаря участию в шоу, Геттер записала свой первый сингл в январе 2010 — Parim Päev. Песня была написана и спродюсирована Свеном Лыхмусом. Песня получила широкую известность в Эстонии и была популярна на многих местных радиостанциях.
7 июня был выпущен второй сингл Grammofon, первый альбом певицы Parim Päev был выпущен через два дня после сингла. Геттер в течение всего лета 2010 года ездила с национальным туром в поддержку альбома. Геттер также имеет опыт работы в театре: она участвовала в эстонской версии мюзикла High School и Золушке (В последнем также была в главной роли).
Геттер также появилась в эпизоде ситкома Riigimehed и принимала участие в шоу Dancing 4 Life..
26 февраля получила право представить Эстонию на Евровидении 2011 с песней «Rockefeller Street». Певица удачно выступила в полуфинале, что дало ей возможность исполнить композицию в финале песенного конкурса, где она заняла 24 место из 25 возможных, набрав 44 балла.
В 2013 году Getter выпускает первый сингл, исполненный в стиле «метал», и снимает видеоклип, который является шуткой (Eesti Laul Joke).

## Актёрский опыт
В 2010 Геттер принимает участие в мюзикле High School. Летом 2010. приняла участие в съёмках «Tuhkatriinu» (Золушка), где она играет главную роль. Премьера фильма состоялась 15 сентября.
Впервые на ETV в конце 2010 был выпущен телесериал «Riigimehed», где Getter Jaani играет саму себя.
Getter также играет 20 Марта 2011 в культурном центре Сальме, где состоится премьера мюзикла «Verelegend», повторение выступлений состоится осенью 2011 года.

## Eesti otsib superstaari
Ниже приведена таблица с участием Геттер в финале Eesti otsib superstaari
| Дата  | Эпизод                    | Песня                            | Первый исполнитель   | Результат                                      |
| ----- | ------------------------- | -------------------------------- | -------------------- | ---------------------------------------------- |
| 08.10 | Первый дополнительный тур | «Ma tõde tean»                   | Nele-Liis Vaiksoo    | Выход в следующий тур                          |
| 10.10 | Второй дополнительный тур | «Cruella de Vil»                 | Bill Lee             | Выход в следующий тур                          |
| 25.10 | I финал                   | «Iseendale»                      | Eda-Ines Etti        | Госование при равенстве (между 2-х участников) |
| 01.11 | II финал                  | «Laul Põhjamaast»                | Ülo Vinter           | Выход в следующий тур                          |
| 08.11 | III финал                 | «See maailm uus»                 | из мюзикля «Aladdin» | Выход в следующий тур                          |
| 15.11 | IV финал                  | «I’m a Believer»                 | The Monkees          | Выход в следующий тур                          |
| 22.11 | V финал                   | «The Climb»                      | Miley Cyrus          | Госование при равенстве (между 2-х участников) |
| 29.11 | VI финал                  | «Ice Cream Freeze (Let’s Chill)» | Miley Cyrus          | Выход в следующий тур                          |
| 29.11 | VI финал                  | «Stop it (I Like It)»            | Rick Guard           | Выход в следующий тур                          |
| 06.12 | VII финал                 | «Taas punab pihlakaid»           | Ivo Linna            | Выбыла из борьбы                               |
| 06.12 | VII финал                 | «Happy»                          | Leona Lewis          | Выбыла из борьбы                               |

## Eesti Laul 2011
Участница полуфинала конкурса с композицией Свена Лыхмуса «Rockefeller Street», с которой прошла в финал (который состоялся 26 февраля 2011). 26 февраля 2011 года в суперфинал вышла Getter и Outloudz. Геттер победила при 62 % против 38 % занявшей второе место группы Outloudz с композицией «I Wanna Meet Bob Dylan»
| Артист       | Песня                    | Перевод                        | Автор текста             | Процент голосов | Место |
| ------------ | ------------------------ | ------------------------------ | ------------------------ | --------------- | ----- |
| Getter Jaani | «Rockefeller Street»     | «Улица Рокфеллера»             | Свен Лыхмус              | 62 %            | 1     |
| Outloudz     | «I Wanna Meet Bob Dylan» | «Я хочу встретить Боба Дилана» | Stig Rästa, Fred Krieger | 38 %            | 2     |

## Дискография

### Альбомы
| Заголовок альбома  | Подробнее об альбоме                                                    | Позиции в чартах |
| Заголовок альбома  | Подробнее об альбоме                                                    | EST              |
| ------------------ | ----------------------------------------------------------------------- | ---------------- |
| Rockefeller Street | - Выпущён: 2 мая 2011 - Лейбл: Moonwalk - Format: CD, цифровая загрузка | 3                |

- Jõuluvalgus (2011;Moonwalk)
- DNA (2014;Moonwalk)

### Мини-Альбомы
- 2010: Parim Päev EP (Moonwalk)

| Год                            | Песня                                           | Позиции в чартах | Альбом             |
| Год                            | Песня                                           | EST              | Альбом             |
| ------------------------------ | ----------------------------------------------- | ---------------- | ------------------ |
| 2010                           | «Vaid Suve» (featuring Chapter One)             | —                |                    |
| 2010                           | «Parim päev»                                    | —                | Parim Päev EP      |
| 2010                           | «Grammofon»                                     | —                | Parim Päev EP      |
| 2011                           | «Rockefeller Street»                            | 3                | Rockefeller Street |
| 2011                           | «Valged Ööd» (featuring Koit Toome)             | 1                | Rockefeller Street |
| 2011                           | «Me kõik jääme vanaks»                          | 3                | Rockefeller Street |
| 2011                           | «Talveöö» (featuring Koit Toome and Karl Madis) | —                | Jõuluvalgus        |
| 2012                           | «NYC Taxi»                                      | 30               |                    |
| 2012                           | «Jõuluvalgus»                                   | —                | Jõuluvalgus        |
| 2013                           | «Kes on süüdi»                                  | —                | Eesti Laul (Joke)  |
| 2013                           | «Meelelahutajad» (feat. Maia Vahtramäe)         | 6                |                    |
| 2014                           |                                                 |                  |                    |
| «Rannamaja» (feat. Koit Toome) | 1                                               |                  |                    |

## Награды
- Ежегодная премия эстонской поп-музыки (Eesti Popmuusika Aastaauhinnad):
  - Самый красивый артист года 2011[2]
- R2 Aastahitt 2 место за Valged Ööd